# Bruce Vaughan
Bruce Vaughan (Kankakee, Illinois, 10 september 1956) is een professioneel golfer uit de Verenigde Staten. Hij speelt op de Champions Tour.
Vaughan begon met golf toen hij al twintig jaar oud was. Vier jaar later werd hij al professional. Hij speelde van 1992 tot en met 1994 op de NIKE Tour, de voorloper van de Nationwide Tour. In 1994 won hij twee toernooien, eindigde op de 6de plaats van de Order of Merit en promoveerde naar de Amerikaanse PGA Tour van 1995. Hij verloor zijn kaart dat eerste seizoen en speelde van 1996 tot en met 1998 weer op de NIKE Tour. 
Tussendoor speelde hij ook op de Zuid-Afrikaanse Tour, de voorloper van de Sunshine Tour. Hij won daar in 1994 de Autopage Mount Edgecombe Trophy en eindigde op de 2de plaats van hun ranglijst.
Sinds 2007 speelt Vaughan op de Champions Tour, waarvoor hij zich via de Tourschool kwalificeerde. In 2008 won hij het Senior British Open en in 2010 ging hij op het US Senior Open na de eerste ronde aan de leiding.

## Gewonnen

### NIKE Tour
- 1994: NIKE Pensacola Classic, NIKE Permian Basin Open

### Zuif-Afrikaanse Tour
- 1994 Autopage Mount Edgecombe Trophy

### Champions Tour
- 2008: Senior British Open